# Pisak
Pisak je naselje na Hrvaškem, ki upravno spada pod mesto Omiš; le-ta pa spada pod Splitsko-dalmatinsko županijo.

## Lega
Pisak je prijetno naselje, ki leži okoli 18 km pred Omišem, ob glavni cesti Split - Dubrovnik na skrajnem vzhodu Omiške riviere. Pod strmo obalo je pristan s 50 m dolgim valobranom in pomolom: Globina morja ni velika, zato lahko pristajajo plovila z ugrezom do 1 m.
Dva kilometra proti vzhodu je zalivček Vrulja, do katerega se s planine nad obalo prebije tudi najhujša jadranska burja. Drugi veter, ne tako nevaren, vendar močan, je jugo, ki piha vzporedno z obalo.

## Demografija
| Pregled števila prebivalcev po letih | Pregled števila prebivalcev po letih | Pregled števila prebivalcev po letih | Pregled števila prebivalcev po letih | Pregled števila prebivalcev po letih | Pregled števila prebivalcev po letih | Pregled števila prebivalcev po letih | Pregled števila prebivalcev po letih | Pregled števila prebivalcev po letih | Pregled števila prebivalcev po letih | Pregled števila prebivalcev po letih | Pregled števila prebivalcev po letih | Pregled števila prebivalcev po letih | Pregled števila prebivalcev po letih | Pregled števila prebivalcev po letih |
| ------------------------------------ | ------------------------------------ | ------------------------------------ | ------------------------------------ | ------------------------------------ | ------------------------------------ | ------------------------------------ | ------------------------------------ | ------------------------------------ | ------------------------------------ | ------------------------------------ | ------------------------------------ | ------------------------------------ | ------------------------------------ | ------------------------------------ |
| 1857                                 | 1869                                 | 1880                                 | 1890                                 | 1900                                 | 1910                                 | 1921                                 | 1931                                 | 1948                                 | 1953                                 | 1961                                 | 1971                                 | 1981                                 | 1991                                 | 2001                                 |
| 0                                    | 0                                    | 48                                   | 79                                   | 92                                   | 227                                  | 0                                    | 0                                    | 214                                  | 212                                  | 183                                  | 147                                  | 118                                  | 116                                  | 208                                  |